# روبرت إس. وود
روبرت إس. وود (بالإنجليزية: Robert S. Wood)‏ هو مبشر أمريكي، ولد في 25 ديسمبر 1936.